# Superpuchar Portugalii w piłce siatkowej mężczyzn (1997)
Superpuchar Portugalii w piłce siatkowej mężczyzn 1997 – 9. edycja rozgrywek o Superpuchar Portugalii rozegrana w dniach 27-28 września 1997 roku. W rozgrywkach udział wzięły cztery kluby: Castêlo da Maia GC, CD Nacional, Esmoriz GC oraz SC Espinho.
Po raz drugi zdobywcą Superpucharu Portugalii został SC Espinho.

## Rozgrywki

### Drabinka
|  | Półfinały          | Półfinały          |   |             | Finał             | Finał |  |
|  |                    |                    |   |             |                   |       |  |
|  |                    |                    |   |             |                   |       |  |
|  | SC Espinho         | 3                  |   |             |                   |       |  |
|  | CD Nacional        | 0                  |   |             |                   |       |  |
|  |                    |                    |   |             |                   |       |  |
|  |                    |                    |   |             |                   |       |  |
|  |                    |                    |   |             | SC Espinho        | 3     |  |
|  |                    | Castêlo da Maia GC | 1 |             |                   |       |  |
|  |                    |                    |   |             |                   |       |  |
|  |                    |                    |   |             |                   |       |  |
|  |                    |                    |   |             | Mecz o 3. miejsce |       |  |
|  |                    |                    |   |             |                   |       |  |
|  | Castêlo da Maia GC | 3                  |   | CD Nacional | 2                 |       |  |
|  | Esmoriz GC         | 1                  |   |             | Esmoriz GC        | 3     |  |

### Półfinały
| Data       | Godzina | Drużyna 1          | Wynik | Drużyna 2   | Set 1 | Set 2 | Set 3 | Set 4 | Set 5 |
| ---------- | ------- | ------------------ | ----- | ----------- | ----- | ----- | ----- | ----- | ----- |
| 27.09.1997 | 16:00   | SC Espinho         | 3:0   | CD Nacional | 15:7  | 15:7  | 15:7  |       |       |
| 27.09.1997 | 18:00   | Castêlo da Maia GC | 3:1   | Esmoriz GC  | 15:6  | 5:15  | 15:12 | 15:8  |       |

### Mecz o 3. miejsce
| Data       | Godzina | Drużyna 1   | Wynik | Drużyna 2  | Set 1 | Set 2 | Set 3 | Set 4 | Set 5 |
| ---------- | ------- | ----------- | ----- | ---------- | ----- | ----- | ----- | ----- | ----- |
| 28.09.1997 | 11:00   | CD Nacional | 2:3   | Esmoriz GC | 12:15 | 15:13 | 15:7  | 10:15 | 9:15  |

### Finał
| Data       | Godzina | Drużyna 1  | Wynik | Drużyna 2          | Set 1 | Set 2 | Set 3 | Set 4 | Set 5 |
| ---------- | ------- | ---------- | ----- | ------------------ | ----- | ----- | ----- | ----- | ----- |
| 28.09.1997 | 15:00   | SC Espinho | 3:1   | Castêlo da Maia GC | 15:17 | 15:13 | 15:10 | 15:12 |       |

## Klasyfikacja końcowa
| Miejsce | Drużyna            |
| ------- | ------------------ |
| 1       | SC Espinho         |
| 2       | Castêlo da Maia GC |
| 3       | Esmoriz GC         |
| 4       | CD Nacional        |